# Nicole Rodrigue
Nicole Rodrigue (geboren: Girard), (Montréal, 29 september 1943 – 16 april 2010) was een Canadees componiste en muziekpedagoge.

## Levensloop
Rodrigue studeerde aan de École de musique Vincent d'Indy in Montréal en behaalde aldaar haar Bachelor of Music in muziekopleiding. Vervolgens studeerde zij aan de muziekfaculteit van de Universiteit van Montréal en behaalde een diploma in wereldlijke muziek. Verder studeerde zij aan de McGill-universiteit in Montréal bij Istvan Anhalt en Alcides Lanza compositie. Zij was aan deze universiteit de eerste vrouw die een Master of Musical Arts (MMA) in compositie ontving voor haar Deux atmosphères voor kamerensemble. Haar studies voltooide zij wederom aan de Universiteit van Montréal en promoveerde tot Ph.D. (Philosophiæ Doctor) in de muziek. Verdere studies volgde zij bij Jeugd en Muziek in België en later in Duitsland tijdens de Darmstädter Ferienkurse für Neue Musik, waar ook haar werk Nasca zijn première beleefde.
Rodrigue experimenteerde met "Music Mouse Pro" creatieve software van de Amerikaanse componist Laurie Spiegel en ze schreef een gids in pedagogische activiteiten. Van 1970 tot 1998 gaf ze les aan de School Commission of Montreal.
Als componiste schreef zij werken voor harmonieorkest, solowerken, kerk- en kamermuziek.

## Composities

### Werken voor harmonieorkest
- 1977 Désastre

### Missen en andere kerkmuziek
- 1971 Laudes, voor twaalfstemmig gemengd koor (SSSMMATTTBarBarB), dwarsfluit, althobo, fagot, twee hoorns en slagwerk
- 1999 Laudes 1999, voor twaalfstemmig gemengd koor (SSSAAATTTBBB), tamboerijn, zand bloks, antieke bekkens, vibrafoon, glockenspiel/buisklokken

### Kamermuziek
- 1972 Nasca, voor klarinet, vibrafoon, piano en altviool
- 1974 Deux atmosphères, voor kamerensemble (2 dwarsfluiten (ook altfluit en piccolo), klarinet, fagot (ook contrafagot), hoorn, trompet, trombone, piano (ook celesta), viool, cello en slagwerk)
- 1975 Atmosphères, voor twee piccolo's en twee dwarsfluiten
- 1975 4 movements from "Soufrière", voor twee piccolo's en twee dwarsfluiten
- 1992 Le moqueur polyglotte, voor dwarsfluit solo
- 1999 Le Moqueur "moqué", voor viool, cello en piano
- 2000 rev.2001 Hommage à Fernando, voor spreker en trio (dwarsfluit, viool en piano) - tekst: Benoît Lacroix
  1. Il n'avait pas d'heure
  2. Il n'avait pas de jour
  3. Il donnait tout son coeur
  4. Il n'était qu'amour

### Werken voor piano
- 2002 Babillage, kleine suite
- 2005 Évocations, suite
- 2006 L'oie blanche, suite[1]

### Werken voor harp
- 1972 Toi

### Werken voor slagwerk
- 1970 Fission, voor xylofoon, marimba en ander slagwerk